# Skulsk
Skulsk is een dorp in het Poolse woiwodschap Groot-Polen, in het district Koniński. De plaats maakt deel uit van de gemeente Skulsk en telt 1400 inwoners.